# کریستینا تیوشر
کریستینا تیوشر (به انگلیسی: Cristina Teuscher) (زادهٔ ۱۲ مارس ۱۹۷۸) شناگر اهل ایالات متحده آمریکا است.